# Gmina Čajniče
Gmina Čajniče (serb. Општина Чајниче / Opština Čajniče) – gmina w Bośni i Hercegowinie, w Republice Serbskiej. W 2013 roku liczyła 4679 mieszkańców.